# شهرستان گرندآنسه
شهرستان گرندآنسه (به لاتین: Grand'Anse Department) یک شهرستان در هائیتی است.

## خصوصیات
شهرستان گرندآنسه ۱٬۹۱۱٫۹۷ کیلومترمربع مساحت و ۴۶۸٬۳۰۱ نفر جمعیت دارد.